# Tűzoltó Múzeum (Budapest)
A Tűzoltó Múzeum, avagy a Katasztrófavédelem Központi Múzeuma a tűzoltás, illetve a tűzoltók eszközeinek és tevékenységének bemutatásával foglalkozó kiállítás Budapest X. kerületében. A Katasztrófavédelem irányítása alá tartozik, amelynek központi múzeuma.

## Fekvése
Budapest geometriai középpontjában,  Kőbányán, a X. kerületben a Martinovics tér 12. alatt található.

## Története
Magyarországon a 19. század kezdete óta több magánkiállítást is rendeztek a téma iránt érdeklődők a korabeli tűzoltási eszközökből, valamint ezek modelljeiből, tervrajzaiból, valamint a nagy(obb) tűzvészek maradványaiból.
Az első tűzoltástörténeti gyűjteményt a Budapesti Önkéntes Tűzoltó Testület hozta létre tanszergyűjtemény és házi múzeum céljára az 1900-as évek végén. Az idők során számos hasonló múzeum és kiállítás alakult országszerte több város tűzoltóságán, valamint jelentősebb tűzoltószergyáraknál is. Ezek ma mind a Katasztrófavédelem irányítása alá tartoznak, innét igazgatva őket.
A budapesti Tűzoltó Múzeum anyagát az 1954. évi IV. törvény segítségével - amely a műszaki emlékek védelméről intézkedett - sikerült összegyűjteni és rendszerezni; a kiállítás 1955-ben nyílt meg.

## Egyéb irodalom
- Tűzoltó múzeumok. Budapest, Bonyhád, Vörs, Szövorg, Budapest, é. n. [1988]
- [Minárovics János]: Budapest, Tűzoltó Múzeum, Budapest, 1983 (Tájak–Korok–Múzeumok Kiskönyvtára-sorozat)
- A tűzoltó múzeum kialakulása és működése, Nyomdaipari Tanulóintézet, Budapest, 1965 (Különlenyomat a Magyar Műszaki Múzeumok 1964. évi Évkönyvéből)